# 辛醛
正辛醛（英語：Octanal）是一种飽和醛，化学式C7H15CHO，标准状况下为无色或淡黄色液体，有果实气味，在柑橘油中存在，可由1-庚烯通过氢甲酰化反应得到，也可由1-辛醇氧化脱氢合成。